# Arakčeevshchina
Col termine russo Arakčeevshchina (in russo Аракчеевщина?), traslato talvolta in italiano come Arakčeevismo,  ci si riferisce al sistema di misure e riforme militari ed allo "stato di polizia" inaugurato nell'Impero russo nel primo quarto del XIX secolo, in particolare con la creazione di veri e propri insediamenti militari. In letteratura, questo termine è spesso usato con un'accezione negativa, denotando significative restrizioni alle libertà della popolazione civile dell'Impero russo di quel periodo e la natura coercitiva del governo. Il termine deriva dal cognome del principale iniziatore di queste riforme, il generale d'artiglieria conte Aleksej Andreevič Arakčeev (1769-1834).
Le misure militari di Arakčeev consistevano nella collocazione di unità di artiglieria in formazioni indipendenti, nell'introduzione di nuovi regolamenti, personale e principi per il personale, nell'organizzazione divisionale dell'esercito, nella creazione di un nuovo centro di reclutamento, nell'introduzione delle armi più ricercate.
Nel 1818, su istruzioni dello zar Alessandro I, Arakčeev predispose un progetto segreto per l'emancipazione dei servi della gleba che però poi non venne attuato. Nel 1819, Arakčeev divenne comandante dei primi insediamenti militari creati dove, al fianco delle esercitazioni, veniva posto il lavoro agricolo come mezzo di sostentamento, introducendo un regime rigoroso che regolamentava ogni aspetto della vita di coloro che vi si insediavano. L'accostamento di due vite dure come quella militare e quella contadina, portarono ad un sovraffaticamento degli uomini che degenerò in numerose rivolte e insurrezioni.
A partire dal periodo prerivoluzionario in Russia, il termine Arakčeevshchina divenne un modo per denotare negativamente il dispotismo del regime autocratico in Russia in generale. Nella moderna storiografia russa sono state riviste le precedenti valutazioni delle misure prese da Arakčeev in ambito militare, alcune delle quali sono state rivalutate come positive.